# Pierre Mesnard
Pour les articles homonymes, voir Mesnard.
Pierre Mesnard, né le 3 novembre 1900 à Surgères et mort le 12 mars 1969 à Tours est un universitaire, historien de la philosophie et philosophe (caractérologue) français.

## Biographie
Pierre Mesnard fait ses études au lycée de Poitiers. Après s'être engagé volontairement en 1918, il devient élève, en 1920, de l'École normale supérieure où il étudie sous la direction de Lalande, Brunschvicg, Bréhier et Bouglé. Il obtient sa licence en philosophie en 1922, l'agrégation en 1924 et son doctorat en 1936. Il fait plusieurs séjours et missions d'études dans les pays de l'Est et de l'Europe centrale. Il est maître de conférences à l'université de Jasy, en Roumanie, professeur aux lycées de Rochefort, Poitiers et Bône de 1930 à 1937, puis professeur à la faculté des Lettres d'Alger qu'il quitte pour l'armée, où il sert en tant qu'officier de réserve pendant les quatre années de guerre, avant de revenir enseigner à Alger en 1946. En 1956, il crée à Tours le centre d'études supérieures de la Renaissance. Professeur à l'université de Poitiers, il participe à la création de l'Institut des sciences politiques où il enseigne également. Il est directeur de la revue La Caractérologie aux Presses universitaires de France.
Ses travaux et son œuvre mémorables lui vaudront d'être élu à l'Académie des sciences morales et politiques en novembre 1964.

## Ouvrages

### Philosophie
- L'essor de la philosophie politique au XVIe siècle, Paris, Boivin, 1936.
- Essai sur la morale de Descartes, Paris, Boivin, 1936.
- Le cas Diderot. Étude de caractériologie littéraire, Paris, P.U.F., 1952.
- Kierkegaard, Paris, P.U.F., 1970.

### Traductions et éditions
- Jean Bodin, La Méthode de l'Histoire, Paris, Les Belles Lettres, 1941 (traduction et introduction).
- Jean Bodin, Œuvres philosophiques, Paris, P.U.F., 1951 (traduction et édition). Contient le texte latin et la traduction de Discours au Sénat et au peuple de Toulouse; Juris universi distributio; Methodus ad facilem historiarum cognitionem.
- René Descartes, Les passions de l'âme, Paris, Hatier-Boivin, 1955 (révision, introduction et annotation).
- Érasme, La philosophie chrétienne, Paris, J. Vrin, 1970 (traduction, introduction et annotation).